# Selecció de futbol de Belarús
La selecció de futbol de Belarús representa Belarús a les competicions internacionals de futbol. És controlada per la Federació de Futbol de Belarús.

## Participacions en la Copa del Món
- Del 1930 al 1994 - No hi participà, formava part de l'URSS
- Del 1998 al 2014 - No s'hi classificà

## Participacions en el Campionat d'Europa
- Del 1960 al 1992 - No hi participà, formava part de l'URSS
- Del 1996 al 2016 - No s'hi classificà

## Entrenadors
- Mihail Verhejenka 1992 - 1994
- Siarhej Barouski 1994 - 1996
- Mihail Verhejenka 1997 - 1999
- Siarhej Barouski 1999 - 2000
- Eduard Malofeev 2000 - 2003
- Valery Stralcou (temporal) 2002
- Anatoly Baidachny 2003 - 2005
- Yuri Puntus 2006 - 2007
- Bernd Stange 2007 - Present

## Jugadors

### Jugadors amb més partits
Jugadors amb més de 50 internacionalitats
| #   | Jugador             | Partits | Gols |
| --- | ------------------- | ------- | ---- |
| 1   | Aliaksandr Kulchiy  | 82      | 5    |
| 2   | Siarhei Hurenka     | 80      | 3    |
| 3   | Sergei Shtanyuk     | 71      | 3    |
| 4   | Maksim Ramàixtxanka | 64      | 20   |
| 5-6 | Valentin Belkevich  | 56      | 10   |
| 5-6 | Sergei Omelyanchuk  | 56      | 1    |
| 7-8 | Aliaksandr Hleb     | 52      | 6    |
| 7-8 | Andrei Ostrovsky    | 52      | 1    |

### Jugadors amb més gols
Jugadors amb més de 10 gols'
| # | Jugador             | Gols | Partits |
| - | ------------------- | ---- | ------- |
| 1 | Maksim Ramàixtxanka | 20   | 64      |
| 2 | Vitali Kutuzov      | 13   | 49      |
| 3 | Valentin Belkevich  | 10   | 56      |

## Estadístiques
- Primer partit

| Lituània | 1 - 1 | Belarús |
| -------- | ----- | ------- |
|          |       |         |

 Vílnius, Lituània
- Major victòria

| Belarús | 5 - 0 | Lituània |
| ------- | ----- | -------- |
|         |       |          |

 Minsk, Belarús
- Major derrota

| Àustria | 5 - 0 | Belarús |
| ------- | ----- | ------- |
|         |       |         |

 Innsbruck, Àustria